# Thomas Wellmann
Thomas Wellmann, auch bekannt unter dem Künstlernamen Wellmaus (* 1983), ist ein deutscher Comic- und Trickfilmzeichner.

## Leben
Wellmann studierte Kommunikationsdesign an der Hochschule Düsseldorf und arbeitet seither als freiberuflicher Illustrator und Comiczeichner für verschiedene Klienten wie Cartoon Network oder Nickelodeon. Er entwirft und zeichnet Hintergründe, Figuren und Storyboards für Zeichentrickserien wie beispielsweise Clarence, Adventure Time, Summer Camp Island oder The Fungies. Darüber hinaus zeichnet und veröffentlicht er auch eigene Comics, die mittlerweile in verschiedene Sprachen übersetzt wurden. In seiner Freizeit wirkt er außerdem auch an der Gestaltung von Computerspielen mit, beispielsweise bei Miracle Merchant.
Wellmann lebt in der Nähe von Münster.

## Werke (Auswahl)
- Der Ziegensauger. Kassel: Rotopol,  2011.
- Renés Meditationen. Kassel: Rotopol,  2012.
- Pimo & Rex. Kassel: Rotopol,  2013.
- Nika, Lotte, Mangold! Kassel: Rotopol,  2017.
- Pimo & Rex: Die Interdimensionale Hochzeit (German). Kassel: Rotopol,  2020.
- Nika, Lotte, Mangold! Weiter Geht’s! Kassel: Rotopol,  2021.